# 丛亮
叢亮（1971年12月—），男，漢族，山東文登人，經濟學博士，在職研究生學歷。中国共产党党员。

## 生平
清华大学机械工程系学士、中央财经大学经济信息管理系硕士、中国社会科学院研究生院世界经济与政治系在职研究生博士。碩士畢業後進入国家计划委员会工作。2016年8月，升任国家发展改革委經濟綜合司司長。2018年6月，出任国家发展改革委秘書長。2020年6月，任国家发展改革委副主任。2022年6月，任国家粮食和物资储备局党组书记。同年7月，任国家粮食和物资储备局局长，不再担任国家发展和改革委员会副主任职务。2022年10月22日，当选为中国共产党第二十届中央委员会候补委员。
2023年5月，二度出任国家发展改革委副主任职务。
2024年7月，转任国务院发展研究中心副主任。